# Sveriges riksdags talman
Riksdagens talman (dansk: Rigsdagens formand) er Sveriges rigsdags øverste repræsentant og leder af rigsdagens arbejde. 
Talmansembedet er det højeste embede, som en person kan vælges til i Sverige. Talmannen er i rang efter kongen, men før statsministeren.

## Opgaver
Talmannen har tre hovedopgaver:
1. at foreslå rigsdagen ny statsminister,
2. at lede rigsdagens  arbejde,
3. at repræsentere Sveriges rigsdag.

Talmannens arbejde betragtes som upolitisk, dvs. at han eller hun ikke deltager i den politiske debat og heller ikke stemmer i rigsdagen. Når der valgt en talman, så indtræder der en stedfortræder i rigsdagen. I rigsdagens arbejde er stedfortræderen repræsentant for talmannens vælgere.
Sverige fik en ny grundlov (regeringsform) i 1974. Talmannens stilling blev styrket. Dels ved, at det nu er talmannen og ikke kongen, der skal foreslå rigsdagen ny statsminister, og dels ved at talmannen bliver rigsforstander (fungerende statschef), hvis ingen af kongehusets medlemmer er til stede. 

## Historie

### Standsrigsdagen
I Standsrigsdagens tid (indtil 1866) havde de tre menige stænder (præstestanden, borgerstanden og bondestanden) hver sin talman.
Lantmarskalken var talman for adelen.

### Tokammerrigsdagen
I Tokammerrigsdagens tid (1867–1970) havde hvert kammer sin egen talman.
Denne liste er ufuldstændig; hjælp gerne med at udfylde den.
- Anton Niklas Sundberg, talman for andet kammer 1867–1872, talman for første kammer 1878–1880, biskop 1864–1870 og 1870–1900.
- Henning Hamilton, talman for første kammer 1877
- Arvid Posse, talman for andet kammer 1876–1880, statsminister 1880–1883.
- Ivar Afzelius, talman for første kammer 1912–1915.